# 久武親直
久武親直（ひさたけ ちかなお，生沒年不詳），日本安土桃山時代的武將。長宗我部氏家臣。通稱内藏助、幼名彦七。

## 略歷
父親為肥後守昌源，兄長為久武親信。由於認為親直的性格容易為家族帶來危害，親信於是對主君長宗我部元親說道：「假如我不幸戰死，家督不能讓弟弟繼承。」。
但1579年（天正7年）兄長親信戰死後，家督仍然由親直繼承。1584年（天正12年）秋，親直被任命為伊予軍代。同年9月11日，進攻伊予深田城。
1587年（天正14年），爆發戶次川之戰，元親的長男長宗我部信親戰死，引發家督繼承問題。親直支持元親四男長宗我部盛親，並向元親進讒言應該即時肅清反對派吉良親實及比江山親興等人。關原之戰西軍敗北，親直向盛親進言應該向德川家康持恭順姿態。但是，由於同時向盛親進讒言殺害兄長津野親忠，造成長宗我部家被家康改易之命運。因此，親直被視為導致長宗我部家滅亡的元凶，被塑造成稀代的奸臣形象。
之後，親直仕於後肥後熊本藩加藤清正，此種變節行為也遭到非難。